# Helvetios
Cet article concerne l'album d'Eluveitie. Pour l'étoile ainsi nommée, voir 51 Pegasi.
Albums de Eluveitie
Everything Remains As It Never Was
(2010) Origins
(2014)
Helvetios est le cinquième album studio du groupe de folk metal suisse Eluveitie. Cet album est sorti le 10 février 2012 en Europe.
Il contient dix-sept titres.
Un clip vidéo a été réalisé pour le titre A Rose For Epona L'album retrace la Guerre des Gaules du point de vue des Helvètes.

## Liste des titres
| No  | Titre            | Durée |
| --- | ---------------- | ----- |
| 1.  | Prologue         | 1:24  |
| 2.  | Helvetios        | 4:00  |
| 3.  | Luxtos           | 3:55  |
| 4.  | Home             | 5:16  |
| 5.  | Santonian Shores | 3:58  |
| 6.  | Scorched Earth   | 4:18  |
| 7.  | Meet The Enemy   | 3:46  |
| 8.  | Neverland        | 3:42  |
| 9.  | A Rose For Epona | 4:26  |
| 10. | Havoc            | 4:04  |
| 11. | The Uprising     | 3:41  |
| 12. | Hope             | 2:27  |
| 13. | The Siege        | 2:44  |
| 14. | Alesia           | 3:58  |
| 15. | Tullianum        | 0:24  |
| 16. | Uxellodunon      | 3:51  |
| 17. | Epilogue         | 3:14  |